# Stephen Henderson
Stephen Francis Henderson, född 2 maj 1988 i Dublin, är en irländsk fotbollsmålvakt.

## Karriär
Den 7 september 2021 återvände Henderson till Charlton Athletic, där han skrev på ett ettårskontrakt.